# Canton de Nouzonville
Le canton de Nouzonville est une ancienne division administrative française située dans le département des Ardennes et la région Champagne-Ardenne.

## Géographie
Ce canton était organisé autour de Nouzonville dans l'arrondissement de Charleville-Mézières. Son altitude moyenne était de 175 m.

## Histoire
Le canton de Nouzonville est issu de la division de l'ancien canton de Charleville par le décret n° 73-715 du 23 juillet 1973. La deuxième partie du territoire est devenue le canton de Charleville-Centre et la troisième partie est devenue le canton de Charleville-La Houillère.

## Administration
| Période | Période | Identité        | Étiquette | Qualité                                                            |
| ------- | ------- | --------------- | --------- | ------------------------------------------------------------------ |
| 1973    | 1992    | André Fuzellier | PS        | Secrétaire général de mairie Maire de Nouzonville (1983-1993)      |
| 1992    | 1998    | Guy Istace      | DVG       | Maire de Nouzonville (1993-2008)                                   |
| 1998    | 2004    | Pierre Ledemé   | PS        | Informaticien Conseiller municipal de Nouzonville                  |
| 2004    | 2015    | Pierre Cordier  | DVD       | Fonctionnaire Maire de Neufmanil Vice-président du Conseil général |

## Composition
Le canton de Nouzonville regroupait quatre communes et comptait 9 831 habitants (recensement de 1999 sans doubles comptes).
| Nom                     | Code Insee | Intercommunalité                | Population (dernière pop. légale) |
| ----------------------- | ---------- | ------------------------------- | --------------------------------- |
| Nouzonville (chef-lieu) | 08328      | CA Ardenne Métropole            | 6 107 (2014)                      |
| Gespunsart              | 08188      | CA Ardenne Métropole            | 1 086 (2014)                      |
| Joigny-sur-Meuse        | 08237      | CC Vallées et Plateau d'Ardenne | 692 (2014)                        |
| Neufmanil               | 08316      | CA Ardenne Métropole            | 1 107 (2014)                      |

## Démographie
| 1975   | 1982   | 1990  | 1999  | 2006  | 2011  | 2012  |
| ------ | ------ | ----- | ----- | ----- | ----- | ----- |
| 10 660 | 10 429 | 9 977 | 9 831 | 9 491 | 9 264 | 9 142 |